# 朱巷镇
朱巷镇，是中华人民共和国安徽省合肥市长丰县下辖的一个乡镇级行政单位。

## 行政区划
朱巷镇下辖以下地区：
朱巷社区、镇北村、陈庄村、耿岗村、油坊村、梁山村、梁圩村、庞孤堆村、前黄村、羊荒村、东许村、柘塘村和七里村。